# FiiO
FiiO（フィーオ、飛傲、FiiO Electronics Technology Co., Ltd.）とは、中国広東省広州市に本拠を置く音響機器メーカー。ヘッドフォン・イヤフォン用のポータブルアンプ・DACおよびデジタルオーディオプレーヤーの開発・製造を主業務としている。
モットーは「音楽、楽無限」。

## 概要
OPPOの技術者が独立して2007年に設立。以来、小型・高音質のポータブルヘッドフォンアンプおよび派生製品の製造を行っている。日本に於いては2009年からオヤイデ電気が輸入代理店となっている。元々はオヤイデ電気がE3、E5といった初期のポタアン製品を取り扱い、直営店販売および通信販売していたが、人気が出たため、正規輸入代理店となり、販売網を広げるようになった。
2017年10月からエミライが日本国内輸入代理店となった。2018年2月から国内総輸入代理業務を一括して行うこととなり、オヤイデ電気が行ってきたサポート業務も引き継ぐ。

### 主な製品（日本）

#### ヘッドフォンアンプ
2007年に最初の製品が発売されている。日本ではオヤイデ電気が代理店となった2009年から本格的に販売され、ポータブルヘッドフォンアンプ（ポタアン）ブームのきっかけとなっている。
- E5
- E3
- E7
- E9
- E11
- E6
- E17
- E07K
- E12
- E18
- E11K
- E12A
- E17K
- A3
- Q1
- A1
- A5
- Q5
- Q1 Mark2

#### デジタルオーディオプレーヤー

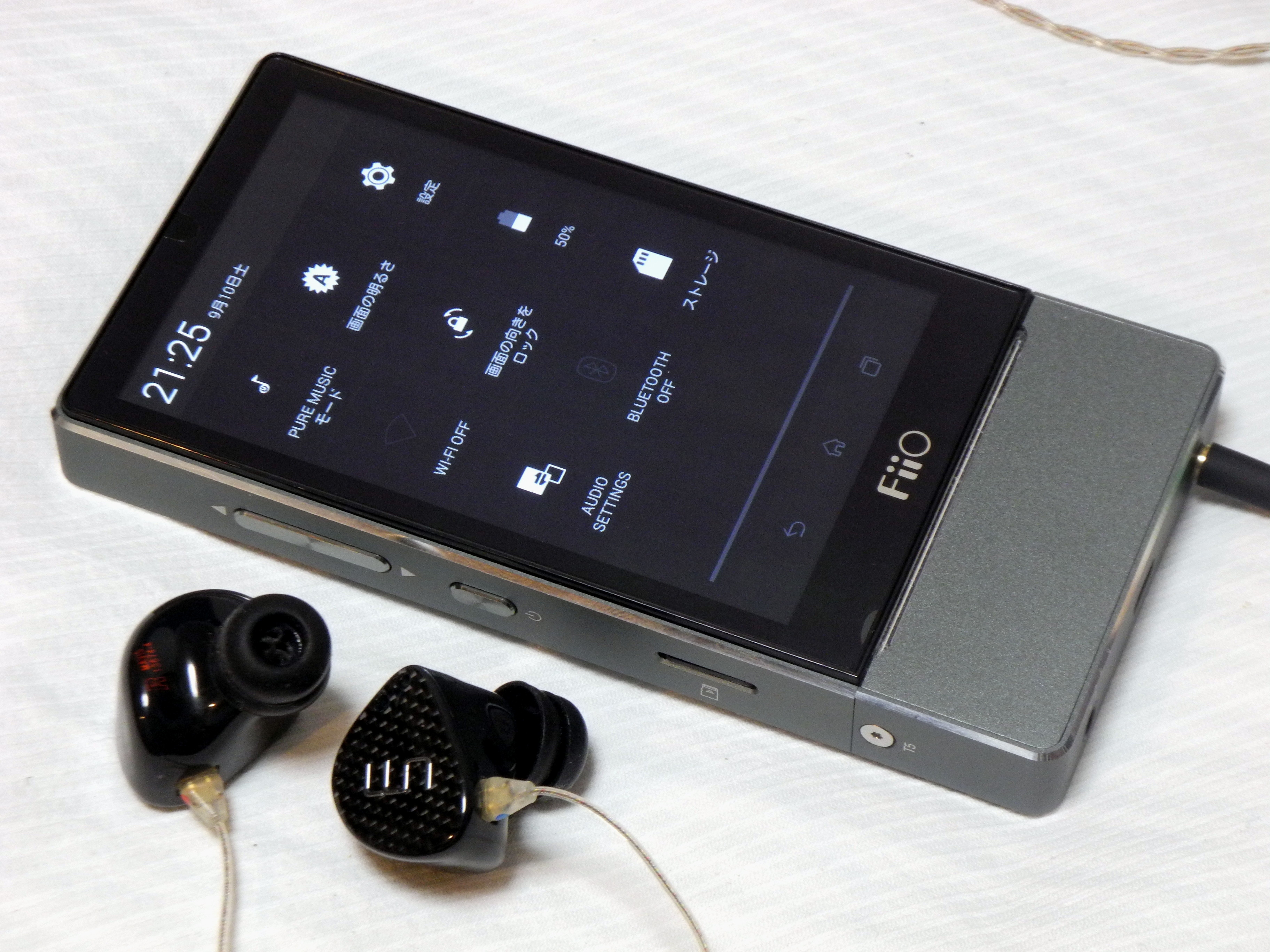
FiiO X7（AM3バランス接続対応アンプモジュール）

2013年に最初のモデルが発売されたが、実売2万〜5万円程度の低・中価格帯メインでハイレゾリューション対応としている。
- X3
- X5
- X1
- X3 2nd generation

シーラス・ロジック製DAC（CS4398）を使用し、実売3万円程度ながらDSD音源のネイティブ再生に対応している。TI社製オペアンプ（OPA1642）を2基使用し、同じチップをローパスフィルターとヴォルテージアンプで別用途としている。また、水晶振動子を2系統（44.1kHz・88.2kHz、176.4kHz・DSD用 および 48kHz・96kHz・192kHz用）搭載しジッター低減を図っている。
- X5 2nd generation
- X7

2015年12月に発売、実売価格約10万円前後。UIにAndroid OSを使用。ESS製DAC（ES9018S）を搭載し、DSD 5.6MHzや384kHz/32bit音源ネイティブ再生に対応。アンプモジュールが着脱式となっており、別売のモジュールに換装可能となっている。
日本国内における所持・使用に必要な技術基準適合証明が未取得であることが判明し、販売中止・販売済み製品が回収される騒ぎとなった。
- X1 2nd generation
- X5 3rd generation
- X3 Mark III
- X7 Mark II